# Drunken Tiger
Drunken Tiger (hangûl : 드렁큰 타이거) est un groupe de hip-hop sud-coréen/américain. Ils sont mieux connus pour avoir popularisé le hip-hop sud-coréen vers le grand public. La formation originale comprend Tiger JK, et DJ Shine. Micki Eyes, DJ Jhig, et Roscoe Umali se joindront plus tard à eux. En 2013, Tiger JK quitte le groupe pour former MFBTY avec Yoon Mi-Rae et Bizzy,.

## Biographie

### Débuts et polémique (1998-2000)
En 1998, les rappeurs sud-coréens/américains Tiger JK et DJ Shine s'associent pour former Drunken Tiger. Ils publient leur premier album, Year of the Tiger, en Corée, en 1999. À cette période, l'album crée la polémique pour ses paroles violentes et son rejets de normes k-pop du grand public. Contrairement à ses homologues k-pop, Drunken Tiger écrit ses propres paroles, exprimant ainsi des paroles marginales et n'effectue aucune chorégraphie. Cependant, les singles I Want You et Do You Know Hip-hop, sont considérés comme des classiques du hip-hop sud-coréen,,.

### Succès (2000-2004)
En 2000, Drunken Tiger publie son deuxième album, The Great Rebirth, et présente ses nouveaux membres : DJ Jhig, Micki Eyes, et Roscoe Umali. L'album atteint le succès escompté et devient le « premier album de vrai hip-hop sud-coréen à succès ». Cependant, en parallèle au succès du groupe, Tiger JK est arrêté pour usage illégal de méthamphétamine en Corée en 1999. Tiger JK explique que, même s'il a souffert de problèmes de drogues par le passé, il n'a rie fait en Corée. Tiger JK passe un mois et demi en prison et est libéré pendant deux ans de probation.
The Legend of... (2001) est l'un des plus gros succès de Drunken Tiger. Leur single Good Life devient un hit qui atteint les classements coréens pendant des semaines. Le groupe remporte le prix de la meilleure performance au MNET Music Video Festival et le Hip-Hop/Rap Award au Seoul Music Awards.
Le groupe publie les albums Foundation et One Is Not A Lonely Word en 2003 et 2004, respectivement. À ce stade, le succès de Drunken Tiger est déjà répandu à l'international, notamment dans des pays comme le Japon, la Chine, et Taiwan,,.

### Départ de DJ Shine (2005-2012)
En 2005, pendant les débuts de leur sixième album, 1945 Liberation, le membre fondateur DJ Shine annonce son départ de Drunken Tiger. Tiger JK continue d'user du nom comme nom de scène solo, et, avec le succès du cinquième album, signe avec Hite Beer et Reebok. En 2006, Tiger JK lance son propre label hip-hop, Jungle Entertainment, le nouveau foyer de Drunken Tiger.
La sortie du septième album de Drunken Tiger, Sky Is The Limit, marque un autre point culminant dans la carrière du groupe. Bien que Tiger JK soit incapable de jouer à cause d'une myélite transverse, le single de l'album 8:45 Heaven, un hommage à sa grand-mère décédée, remporte le prix de meilleure chanson hip-hop en 2008 au Korean Music Awards,,.
Drunken Tiger publie son huitième album, Feel gHood Muzik, en 2009. Le double-disque fait participer Rakim et Roscoe Umali, qui n'apparaitra plus sur les derniers albums de Drunken Tiger. L'album se vend à plus de 100 000 exemplaires et les 27 chansons atteignent le Top 100 K-Pop Singles chart. L'album remporte le prix d'album de l'année aux Seoul Music Awards et du meilleur album hip-hop aux Korean Music Awards en 2010,.

### MFBTY et Feel Ghood Music
En 2013, le groupe se sépare. Tiger JK, Yoon Mi-rae et Bizzy publient la chanson Sweet Dream sous le nom de groupe de MFBTY, . 

## Discographie
- 1999 : Year of the Tiger
- 2000 : The Great Rebirth
- 2001 : The Legend of...
- 2003 : Foundation
- 2004 : One is not a Lonely Word
- 2005 : 1945 Liberation
- 2007 : Sky is the Limit
- 2009 : Feel gHood Muzik : the 8th wonder
- 2013 : The Cure (avec Yoonmirae et Bizzy)